# Remelana phaedra
Remelana phaedra är en fjärilsart som beskrevs av Hans Fruhstorfer 1907. Remelana phaedra ingår i släktet Remelana och familjen juvelvingar. Inga underarter finns listade.